# Cissy van Marxveldt

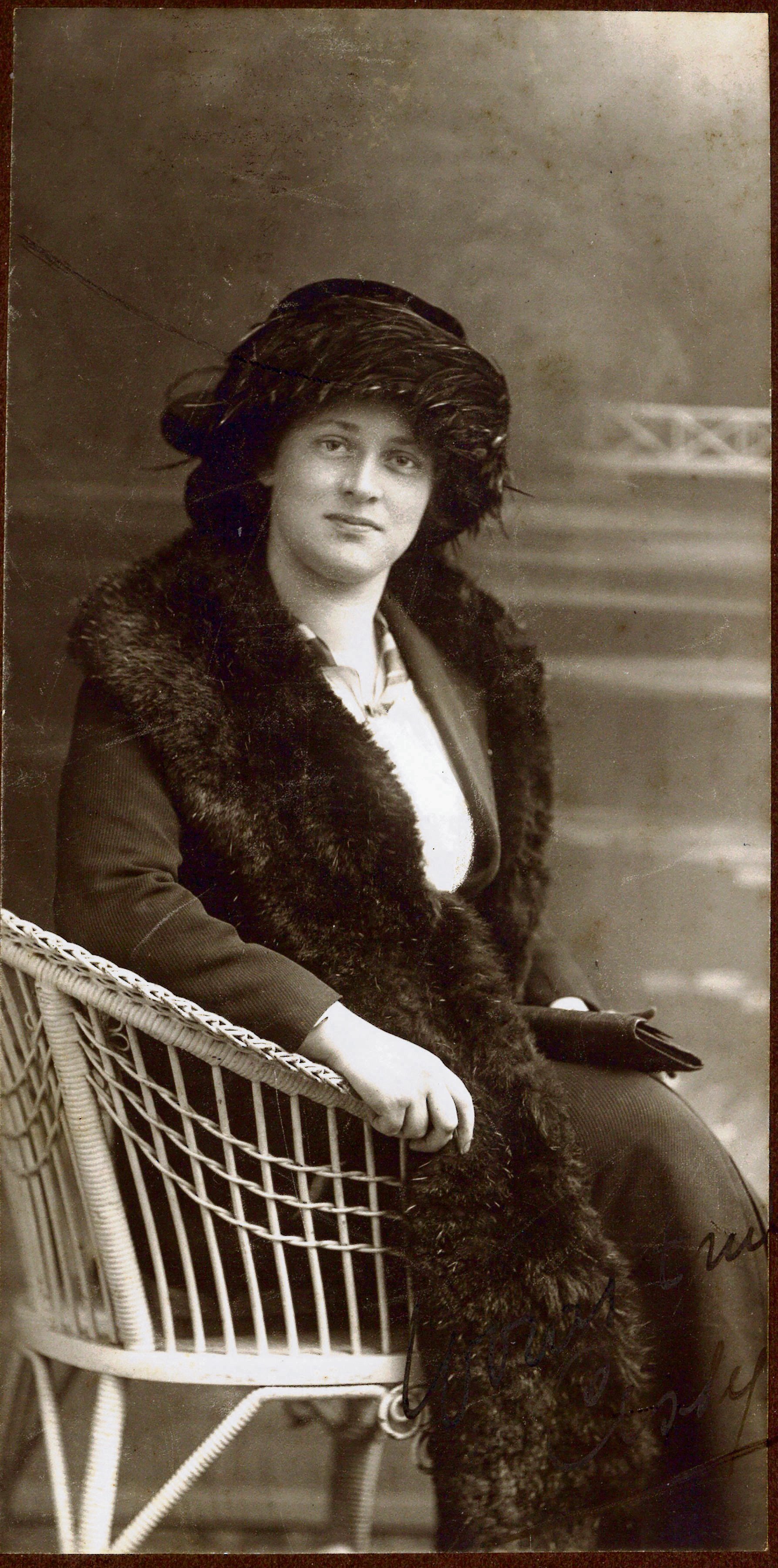
Cissy van Marxveldt

Setske de Haan (* 24. November 1889 in Oranjewoud, Heerenveen; † 31. Oktober 1948 in Bussum), besser bekannt unter ihrem Pseudonym Cissy van Marxveldt, war eine niederländische Schriftstellerin und Autorin von Kinderbüchern. Am bekanntesten ist sie durch ihre Geschichten um die Teenagermädchen um Joop ter Heul.

## Leben
Setske de Haan wurde am 24. November 1889 in Oranjewoud, einem Vorort der Stadt Heerenveen in der Provinz Friesland in den Niederlanden geboren. Sie war die Tochter des Geschichtslehrers und Schulleiters IJnze de Haan und Froukje de Groot.
Im Jahre 1914 traf sie Leon Beek, ein Reserveoffizier bei der Infanterie der später Leiter eines Warenhauses wurde. Sie heirateten am 2. Februar 1916. Aus der Ehe gingen die Söhne IJnze und Leo hervor. Im Zuge der Besetzung der Niederlande durch Deutschland wurde Beek inhaftiert im Durchgangslager Westerbork und in 1944 ermordet in Overveen. Erst 1946 erfuhr de Haan von seinem Schicksal. Sie starb am 31. Oktober 1948 in Bussum.

## Schriftstellerische Tätigkeit
Cissy van Marxvelt ging ihre ersten literarischen Schritte mit einer Tätigkeit bei niederländischen Magazinen.

### Joop ter Heul
Im Jahre 1916, dem Jahr ihrer Eheschließung, begann sie mit der ersten Geschichte um den eigenwilligen Backfisch Joop ter Heul, die den Anfang einer Buchreihe bilden sollte. Hierbei wurde sie maßgeblich durch Louisa May Alcotts Roman Little Women beeinflusst. In der Reihe erschienen fünf Bücher:
- De H.B.S. tijd van Joop ter Heul (1919)
- Joop ter Heuls problemen (1921)
- Joop van Dil-ter Heul (1923)
- Joop en haar jongen (1925)
- De dochter van Joop ter Heul (1946)

Van Marxveldts Romane nahmen großen Einfluss auf Anne Frank, die in ihrem Tagebuch ihre Einträge in Briefform verfasste und sie an Kitty, eine Person aus den Joop-ter-Heul-Romanen, adressierte.

### Weitere Werke
- Game – and set! (1917) (in 1923 uitgegeven als Vriendinnen en in 1950 als Op eigen benen)
- Het hoogfatsoen van Herr Feuer: herinneringen aan mijn Duitschen kantoortijd (1917)
- Caprices (1922)
- De Kingfordschool (1922)
- Het nieuwe begin (1924)
- Rekel (1924)
- De Stormers (1925) (na 1940 uitgegeven als Burgemeesters tweeling)
- Kwikzilver (1926)
- Een zomerzotheid (1927)
- De Arcadia: een genoeglijke reis naar Spitsbergen (1928)
- De louteringkuur (1928)
- Herinneringen: verzamelde schetsen (1928)
- Marijke (1929)
- Confetti (1930)
- Puck van Holten (1931)
- De toekomst van Marijke (1932)
- Marijkes bestemming (1934)
- De enige weg (1935)
- Pim 'de stoetel' (1937)
- De laatste weken van Anke Reinalda: Over-Tjongersche vertelling (in de bundel Als het wintert...) (1939)
- Hazehart (1946)
- Ook zij maakte het mee (1946)
- De blokkendoos (1950) (postuum uitgebracht)
- Mensen uit een klein dorp (1950) (postum)